# 带上她的眼睛
《带上她的眼睛》是刘慈欣的短篇科幻小说，1999年10月发表于《科幻世界》杂志。获得1999年中国科幻银河奖一等奖，并选入中华人民共和国教育部编写的七年级语文教科书中。

## 劇情
全文以第一人称叙述，未提到主角姓名，以下以"我"代替。
"我"是航天中心的工作人员，工作劳累，决定请假旅行。临走前，主任让"我"带上一双"眼睛"——一副传感眼镜，可以将佩戴者的视觉，嗅觉，触觉等就会传给另一个同样佩戴传感眼镜的人，用于给那些不方便返回地球的宇航员"重游"故乡。眼镜的另一头是一位娇小的女宇航员，在她的要求下，"我"前往了她起航前去过的地方。不过在对话过程中，"我"察觉了到一丝异样。
"我"前往了早已变成草原的塔克拉玛干沙漠，戴上"眼睛"，开始了一段"双人同行"的旅行，路上给小花命名，感受草原的风，看月亮......"我"感觉到"她对这个世界的情感已经丰富到病态的程度"，同时也发现了更多奇怪的细节。
假期结束，工作继续，但"我"仍会在闲暇时时常想起她。一次休息时，"我"又想起她以及上次旅行的奇怪之处，脑中闪电划过，急忙跑到存放"眼睛"的房间，主任也在那，向"我"解释一切：
那位女宇航员是"落日六号"的领航员。"落日工程"是人类第一次向地球内部的探险航行，计划发射10艘地航飞船，前5艘都完成了任务并返航，但落日六号出了意外：在固态地层中航行时，误打误撞地驶入了一条由地幔通向地核的裂隙，高温的液态铁镍充满了这条裂隙，密度的骤然增大使飞船转向时发动机与舱体的连接断裂，飞船失去机动能力，慢慢向地心沉去。受技术限制，救援无法展开。船上的另两名船员也因意外相继去世，船上只剩她一人，而上次那次旅行，就是她最后一次看到地面上的景象。
在那之后，"我"游历各处，还是常常想起她，"无论走到天涯海角，我离她都不再远了。"